# Pollenia luteola
Pollenia luteola är en tvåvingeart som beskrevs av Villeneuve 1927. Pollenia luteola ingår i släktet vindsflugor, och familjen spyflugor.
Artens utbredningsområde är Taiwan. Inga underarter finns listade i Catalogue of Life.